# WWE-pay-per-viewevenementen 2018
Dit is een kleine overzicht van WWE-pay-per-viewevenementen in 2018 die georganiseerd en geproduceerd werden door de Amerikaanse worstelorganisatie WWE.

## Evenementen
| Evenement                              | Datum                                            | Stad                           | Locatie                             |
| -------------------------------------- | ------------------------------------------------ | ------------------------------ | ----------------------------------- |
| NXT TakeOver: Philadelphia             | 27 januari 2018                                  | Philadelphia, Pennsylvania     | Wells Fargo Center                  |
| Royal Rumble                           | 28 januari 2018                                  | Philadelphia, Pennsylvania     | Wells Fargo Center                  |
| Elimination Chamber                    | 25 februari 2018                                 | Paradise, Nevada               | T-Mobile Arena                      |
| Fastlane                               | 11 maart 2018                                    | Columbus, Ohio                 | Nationwide Arena                    |
| NXT TakeOver: New Orleans              | 7 april 2018                                     | New Orleans, Louisiana         | Smoothie King Center                |
| WrestleMania 34                        | 8 april 2018                                     | New Orleans, Louisiana         | Mercedes-Benz Superdome             |
| Greatest Royal Rumble                  | 28 april 2018                                    | Djedda, Mekka, Saoedi-Arabië   | King Abdullah International Stadium |
| Backlash                               | 6 mei 2018                                       | Newark, New Jersey             | Prudential Center                   |
| NXT TakeOver: Chicago II               | 16 juni 2018                                     | Rosemont, Illinois             | Allstate Arena                      |
| Money in the Bank                      | 17 juni 2018                                     | Rosemont, Illinois             | Allstate Arena                      |
| United Kingdom Championship Tournament | 18 juni 2018 Uitgezonden op 25 juni 2018         | Kensington, Londen, Engeland   | Royal Albert Hall                   |
| U.K. Championship                      | 19 juni 2018 Uitgezonden op 26 juni 2018         | Kensington, Londen, Engeland   | Royal Albert Hall                   |
| Extreme Rules                          | 15 juli 2018                                     | Pittsburgh, Pennsylvania       | PPG Paints Arena                    |
| NXT TakeOver: Brooklyn 4               | 18 augustus 2018                                 | Brooklyn, New York             | Barclays Center                     |
| SummerSlam                             | 19 augustus 2018                                 | Brooklyn, New York             | Barclays Center                     |
| Hell in a Cell                         | 16 september 2018                                | San Antonio, Texas             | AT&T Center                         |
| Super Show-Down                        | 6 oktober 2018                                   | Melbourne, Victoria, Australië | Melbourne Cricket Ground            |
| Evolution                              | 28 oktober 2018                                  | Uniondale, New York            | Nassau Veterans Memorial Coliseum   |
| Crown Jewel                            | 2 november 2018                                  | Riyad, Riyad, Saoedi-Arabië    | King Saud University Stadium        |
| NXT TakeOver: WarGames                 | 17 november 2018                                 | Los Angeles, Californië        | Staples Center                      |
| Survivor Series                        | 18 november 2018                                 | Los Angeles, Californië        | Staples Center                      |
| Starrcade                              | 18 november 2018 Uitgezonden op 25 november 2018 | Cincinnati, Ohio               | U.S. Bank Arena                     |
| TLC                                    | 16 december 2018                                 | San Jose, Californië           | SAP Center                          |